# Johanna Reichert
Johanna Reichert (født 31. december 2001 i Korneuburg, Østrig) er en østrigsk håndboldspiller, der spiller for tyske Thüringer HC i Handball-Bundesliga Frauen og Østrigs kvindehåndboldlandshold, som venstre back.
Hun blev også udtaget til, landstræner Herbert Müllers udvalgte trup ved VM i kvindehåndbold 2021 i Spanien.